# 尾紀村
尾紀村（おきむら）は、大分県下毛郡にあった村。現在の中津市の一部にあたる。

## 地理
犬丸川の下流域に位置していた。

## 歴史
- 1889年（明治22年）4月1日、町村制の施行により、下毛郡植野村、野依村、犬丸村が合併して村制施行し、尾紀村が発足[1][2]。旧村名を継承した植野、野依、犬丸の3大字を編成[2]。
- 1933年（昭和8年）4月1日、下毛郡桜洲村と合併し、新昭村を新設して廃止された[1][2]。

### 地名の由来
中世の宇都宮系中尾氏の支配地で、中尾村とする意見もあったが反対もあり、当時の鈴木閒雲郡長が中尾の中と紀念の紀を合わせて尾紀村とした。

## 産業
- 農業[3]